# Clacy-et-Thierret
Clacy-et-Thierret est une commune française située dans le département de l'Aisne en région Hauts-de-France.

## Géographie

### Localisation
1. Carte dynamique
2. Carte OpenStreetMap
3. Carte topographique

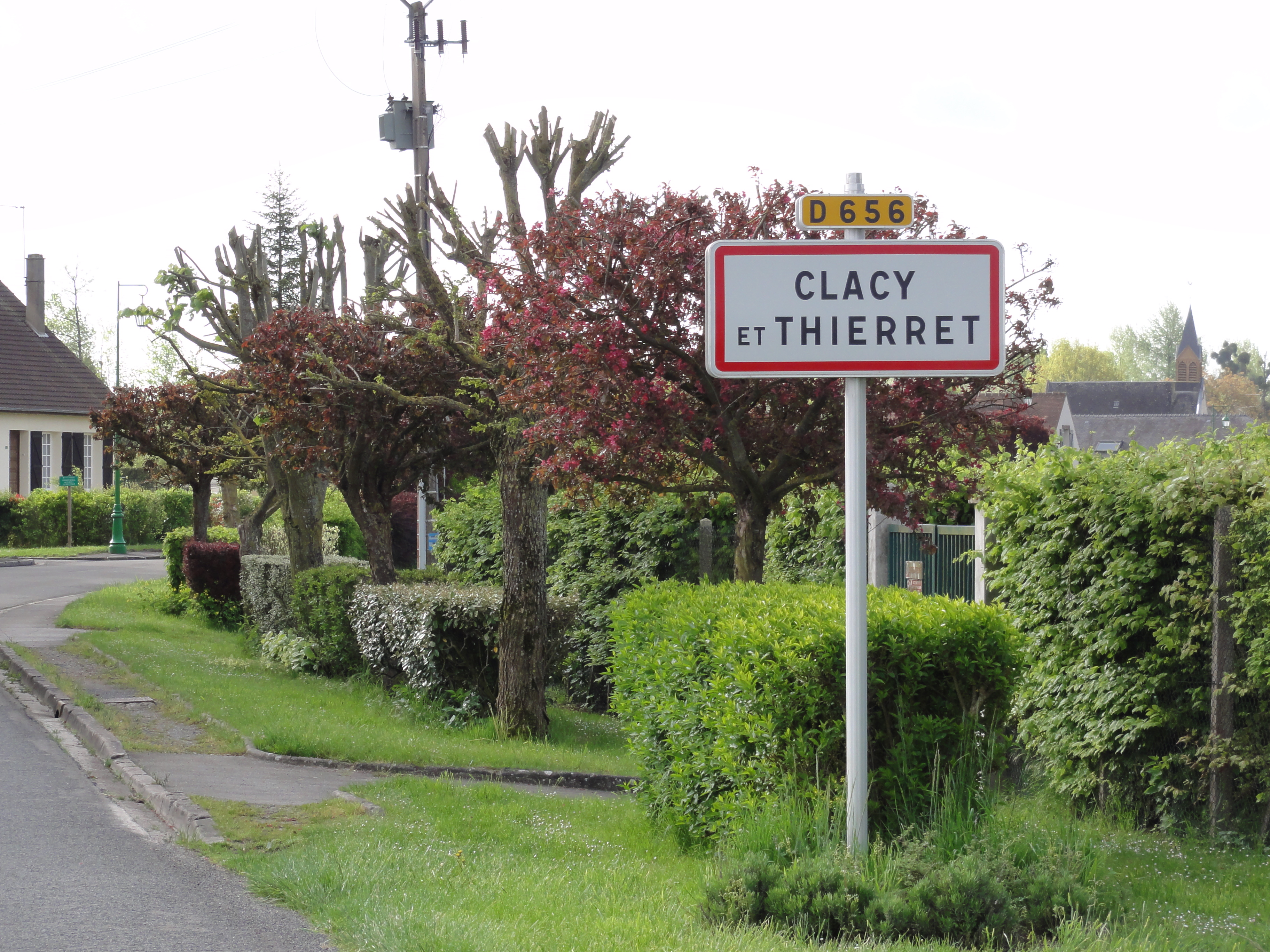
Entrée de Clacy.
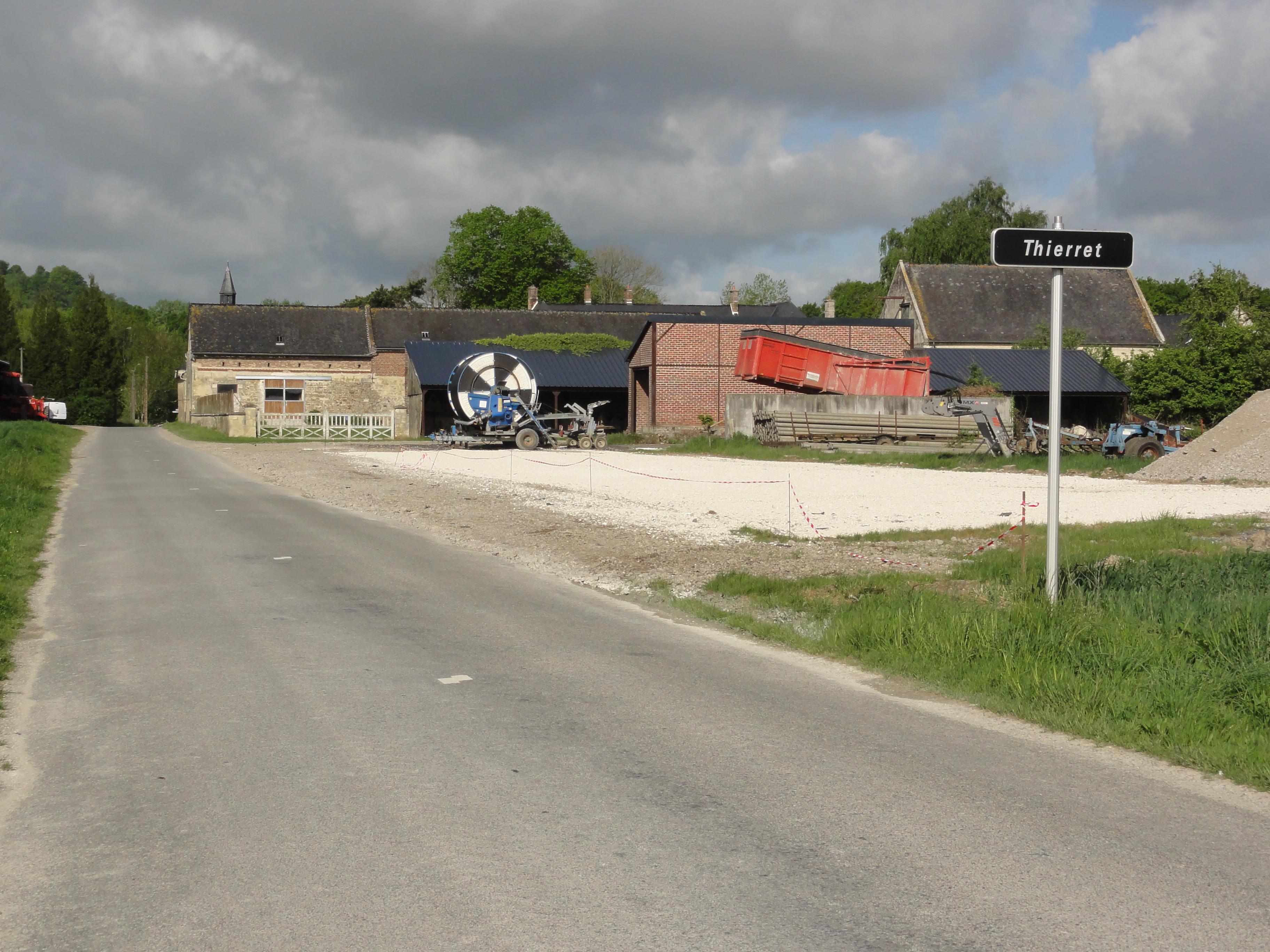
Entrée de Thierret.

### Hydrographie
La commune est située dans le bassin Seine-Normandie. Elle est drainée par le ruisseau du Sart Labbe, la Buse et le fossé 01 de la commune de Clacy-et-Thierret,,.
Le ruisseau du Sart Labbe, d'une longueur de 14 km, prend sa source dans la commune de Crépy et se jette  dans l'Ardon à Chivy-lès-Étouvelles, après avoir traversé huit communes.

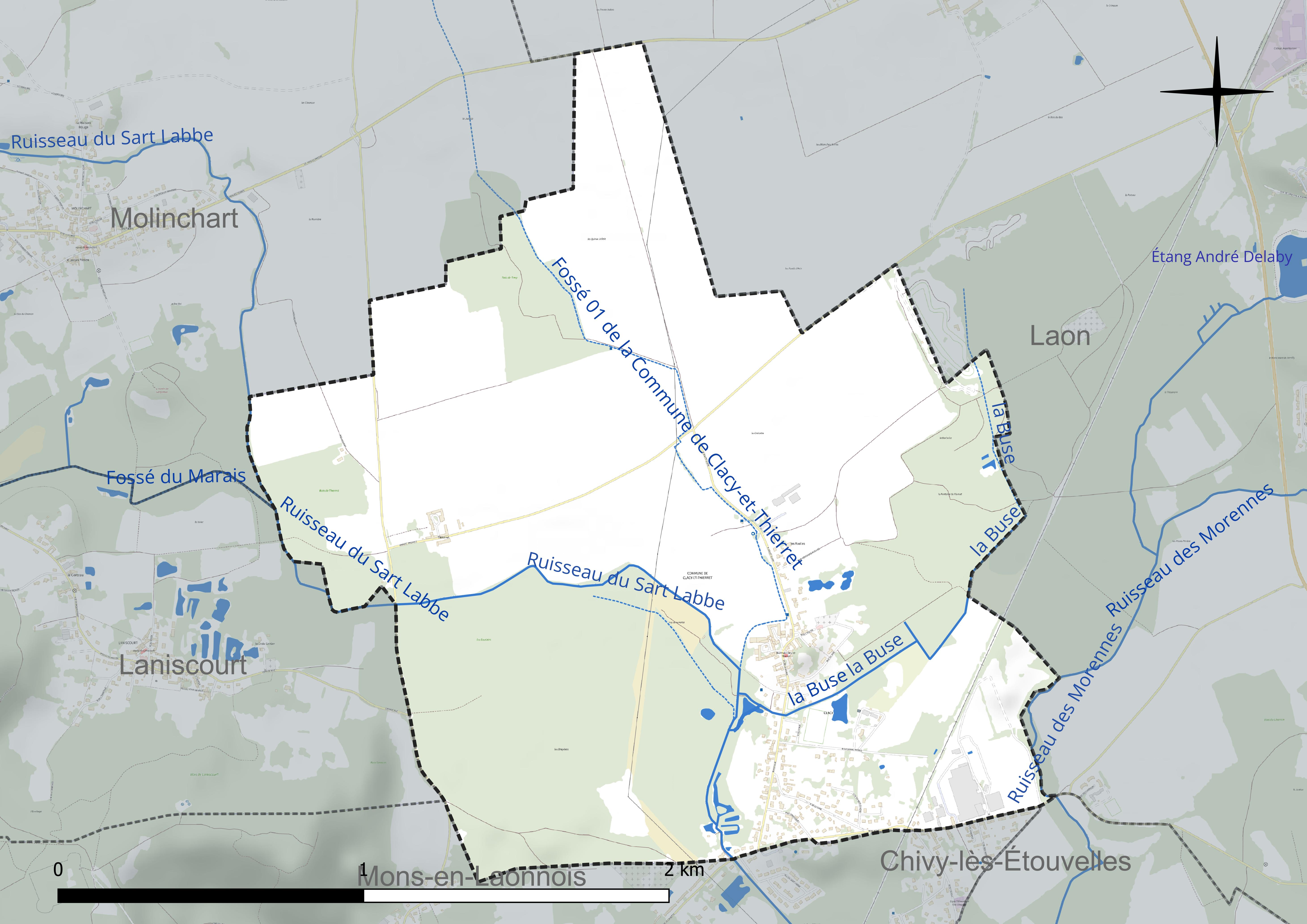
Réseau hydrographique de Clacy-et-Thierret.

### Climat
Pour des articles plus généraux, voir Climat des Hauts-de-France et Climat de l'Aisne.
En 2010, le climat de la commune est de type climat océanique dégradé des plaines du Centre et du Nord, selon une étude du CNRS s'appuyant sur une série de données couvrant la période 1971-2000. En 2020, Météo-France publie une typologie des climats de la France métropolitaine dans laquelle la commune est exposée à un climat océanique altéré et est dans la région climatique Nord-est du bassin Parisien, caractérisée par un ensoleillement médiocre, une pluviométrie moyenne régulièrement répartie au cours de l'année et un hiver froid (3 °C).
Pour la période 1971-2000, la température annuelle moyenne est de 10,3 °C, avec une amplitude thermique annuelle de 15,1 °C. Le cumul annuel moyen de précipitations est de 705 mm, avec 11,8 jours de précipitations en janvier et 8,6 jours en juillet. Pour la période 1991-2020, la température moyenne annuelle observée sur la station météorologique la plus proche, située sur la commune d'Aulnois-sous-Laon à 8 km à vol d'oiseau, est de 11,0 °C et le cumul annuel moyen de précipitations est de 685,6 mm,. Pour l'avenir, les paramètres climatiques de la commune estimés pour 2050 selon différents scénarios d'émission de gaz à effet de serre sont consultables sur un site dédié publié par Météo-France en novembre 2022.

## Urbanisme

### Typologie
Au 1er janvier 2024, Clacy-et-Thierret est catégorisée bourg rural, selon la nouvelle grille communale de densité à 7 niveaux définie par l'Insee en 2022.
Elle est située hors unité urbaine. Par ailleurs la commune fait partie de l'aire d'attraction de Laon, dont elle est une commune de la couronne,. Cette aire, qui regroupe 106 communes, est catégorisée dans les aires de 50 000 à moins de 200 000 habitants,.

### Occupation des sols
L'occupation des sols de la commune, telle qu'elle ressort de la base de données européenne d'occupation biophysique des sols Corine Land Cover (CLC), est marquée par l'importance des territoires agricoles (50,7 % en 2018), une proportion sensiblement équivalente à celle de 1990 (51,5 %). La répartition détaillée en 2018 est la suivante : 
terres arables (49,7 %), forêts (36,6 %), zones urbanisées (12,7 %), prairies (1 %).
L'évolution de l'occupation des sols de la commune et de ses infrastructures peut être observée sur les différentes représentations cartographiques du territoire : la carte de Cassini (XVIIIe siècle), la carte d'état-major (1820-1866) et les cartes ou photos aériennes de l'IGN pour la période actuelle (1950 à aujourd'hui).

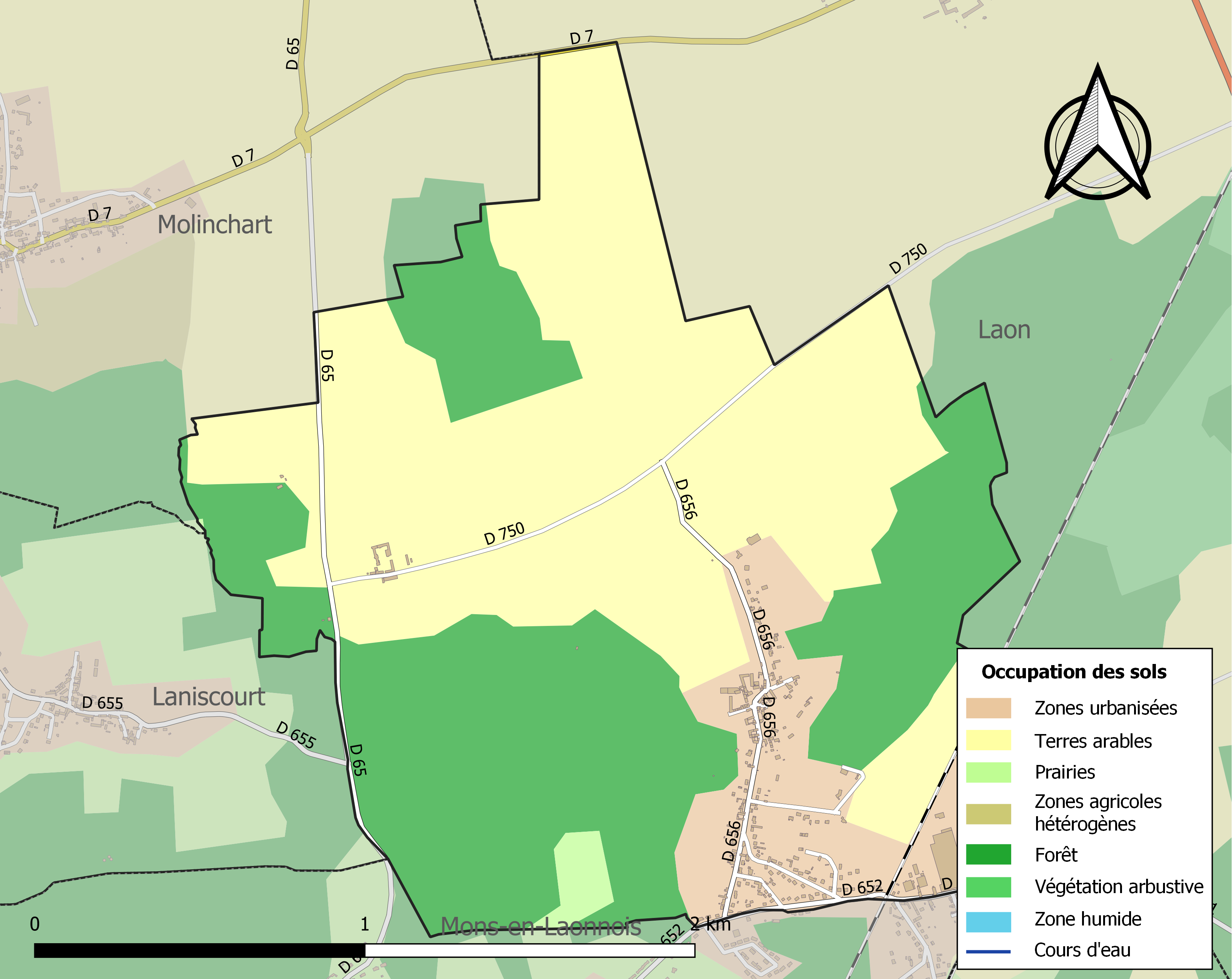
Carte des infrastructures et de l'occupation des sols de la commune en 2018 (CLC).

## Toponymie
Le nom de la localité est attesté sous les formes Claciacum (1122) ; Claci (1161) ; Claceium (1222) ; Claceyum (XIIIe siècle) ; Clacci (1326) ; Clacy-sous-Laon (1327) ; Clachy (1447) ; Classy (1493) ; Clascy, Classy-et-Thiéret (1568).
Thierret, est une ancienne ferme de la commune, attesté sous les formes Tierre (1174) ; Villa de Terrei (1190) ; Tyerre (1206) ; Thierré (1232) ; In territorio de Tierre (1254) ; Tierret (1326) ; Thierre (1340) ; Terrey (XIVe siècle) ; Tiérest (1709).

Diminutif de Thiry (Thierry).

## Histoire

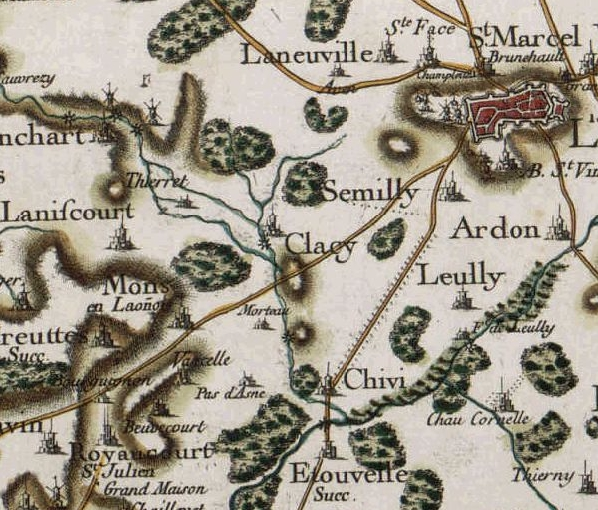
Carte de Cassini (vers 1750) sur laquelle on constate que Clacy était une paroisse et Thierret un simple hameau. Un moulin à eau était installé à Clacy sur le ruisseau du Sart-l'Abbé.

Une monographie du village a été écrite en 1888 par un auteur anonyme.

## Politique et administration

### Découpage territorial
La commune de Clacy-et-Thierret est membre de la communauté d'agglomération du Pays de Laon, un établissement public de coopération intercommunale (EPCI) à fiscalité propre créé le 1er janvier 2014 dont le siège est à Aulnois-sous-Laon. Ce dernier est par ailleurs membre d'autres groupements intercommunaux.
Sur le plan administratif, elle est rattachée à l'arrondissement de Laon, au département de l'Aisne et à la région Hauts-de-France. Sur le plan électoral, elle dépend du  canton de Laon-1 pour l'élection des conseillers départementaux, depuis le redécoupage cantonal de 2014 entré en vigueur en 2015, et de la première circonscription de l'Aisne  pour les élections législatives, depuis le dernier découpage électoral de 2010.

### Administration municipale
| Période                                  | Période                   | Identité              | Étiquette | Qualité        |
| ---------------------------------------- | ------------------------- | --------------------- | --------- | -------------- |
| Les données manquantes sont à compléter. |                           |                       |           |                |
|                                          | 1876                      | Gobaille              |           |                |
| 1877                                     | après 1879                | Malin                 |           |                |
| mars 2001                                | mars 2008                 | Henri Tyrpa           |           |                |
| mars 2008                                | 2014                      | Françoise Grandpierre |           |                |
| 2014                                     | mai 2020                  | Patricia Michel       | DVD       | Retraitée      |
| mai 2020                                 | En cours (au 28 mai 2020) | Claude Baran          |           | Cadre retraité |

## Démographie

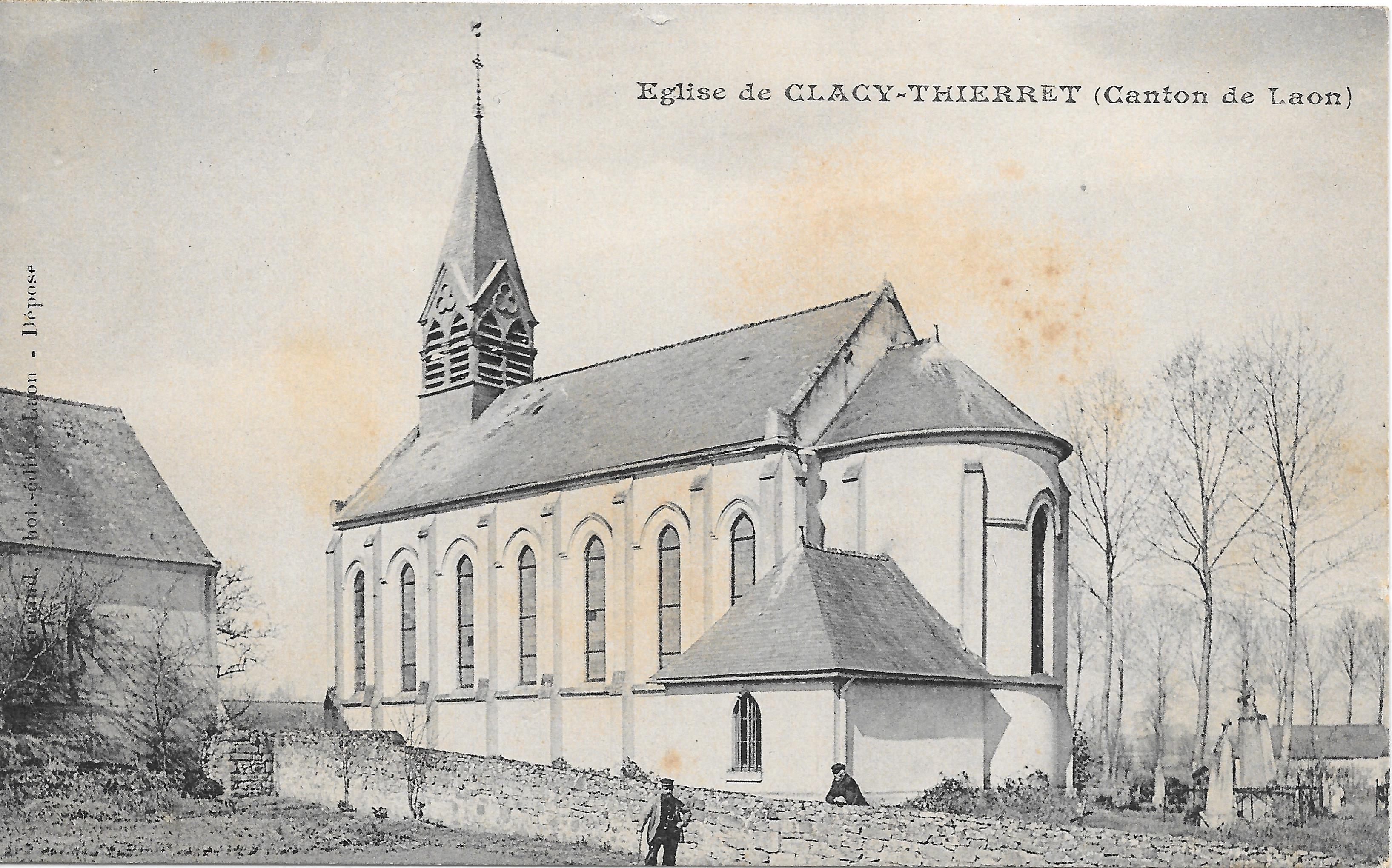
Carte postale de l'église vers 1910.

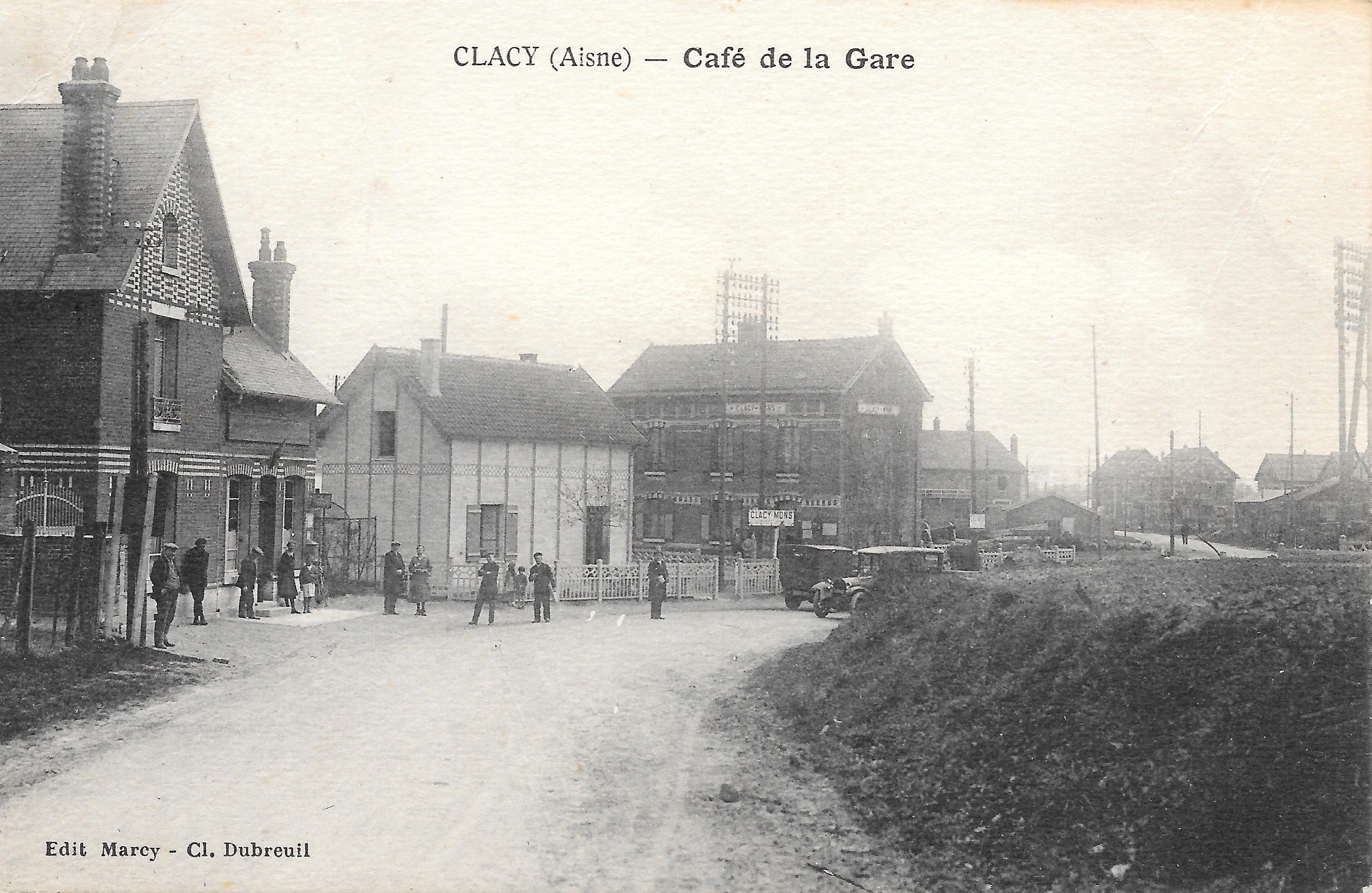
L'ancienne gare de Clacy située sur la ligne de La Plaine à Hirson (Carte postale vers 1930).

L'évolution du nombre d'habitants est connue à travers les recensements de la population effectués dans la commune depuis 1793. Pour les communes de moins de 10 000 habitants, une enquête de recensement portant sur toute la population est réalisée tous les cinq ans, les populations de référence des années intermédiaires étant quant à elles estimées par interpolation ou extrapolation. Pour la commune, le premier recensement exhaustif entrant dans le cadre du nouveau dispositif a été réalisé en 2006.

En 2022, la commune comptait 294 habitants, en évolution de −7,26 % par rapport à 2016 (Aisne : −1,97 %, France hors Mayotte : +2,11 %).
| 1793 | 1800 | 1806 | 1821 | 1831 | 1836 | 1841 | 1846 | 1851 |
| ---- | ---- | ---- | ---- | ---- | ---- | ---- | ---- | ---- |
| 121  | 112  | 161  | 128  | 137  | 123  | 166  | 159  | 179  |

| 1856 | 1861 | 1866 | 1872 | 1876 | 1881 | 1886 | 1891 | 1896 |
| ---- | ---- | ---- | ---- | ---- | ---- | ---- | ---- | ---- |
| 189  | 188  | 173  | 159  | 155  | 171  | 182  | 186  | 180  |

| 1901 | 1906 | 1911 | 1921 | 1926 | 1931 | 1936 | 1946 | 1954 |
| ---- | ---- | ---- | ---- | ---- | ---- | ---- | ---- | ---- |
| 183  | 167  | 180  | 153  | 191  | 242  | 234  | 240  | 253  |

| 1962 | 1968 | 1975 | 1982 | 1990 | 1999 | 2006 | 2011 | 2016 |
| ---- | ---- | ---- | ---- | ---- | ---- | ---- | ---- | ---- |
| 261  | 360  | 372  | 342  | 359  | 304  | 351  | 341  | 317  |

| 2021 | 2022 | - | - | - | - | - | - | - |
| ---- | ---- | - | - | - | - | - | - | - |
| 300  | 294  | - | - | - | - | - | - | - |

## Culture locale et patrimoine

### Lieux et monuments
- Église Saint-Jacques de Clacy.
- Monument aux morts.
- Motte féodale de Clacy avec son ancienne tour.
- Lavoir.
- Ferme de Thierret.

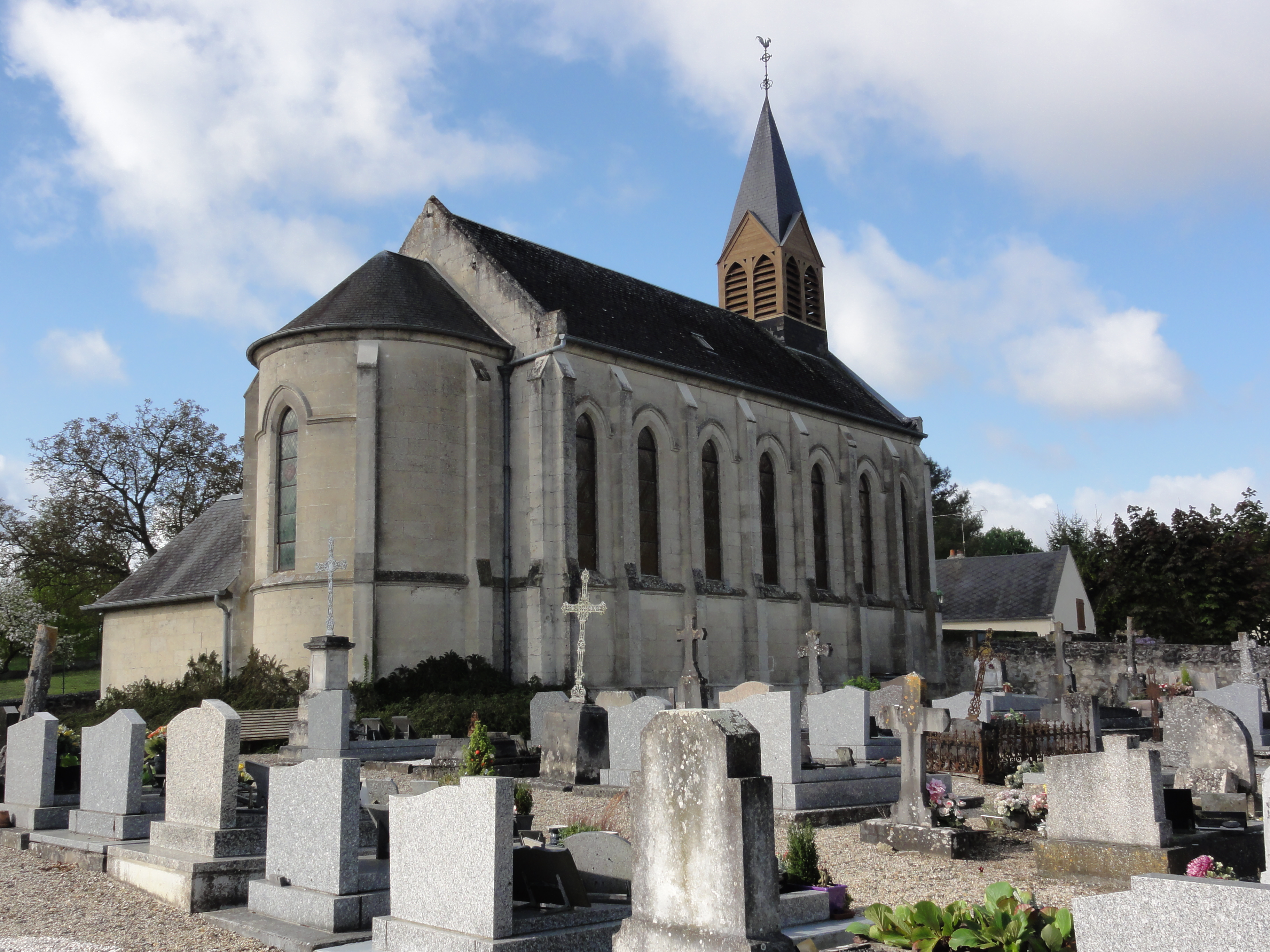
Église Saint-Jacques.
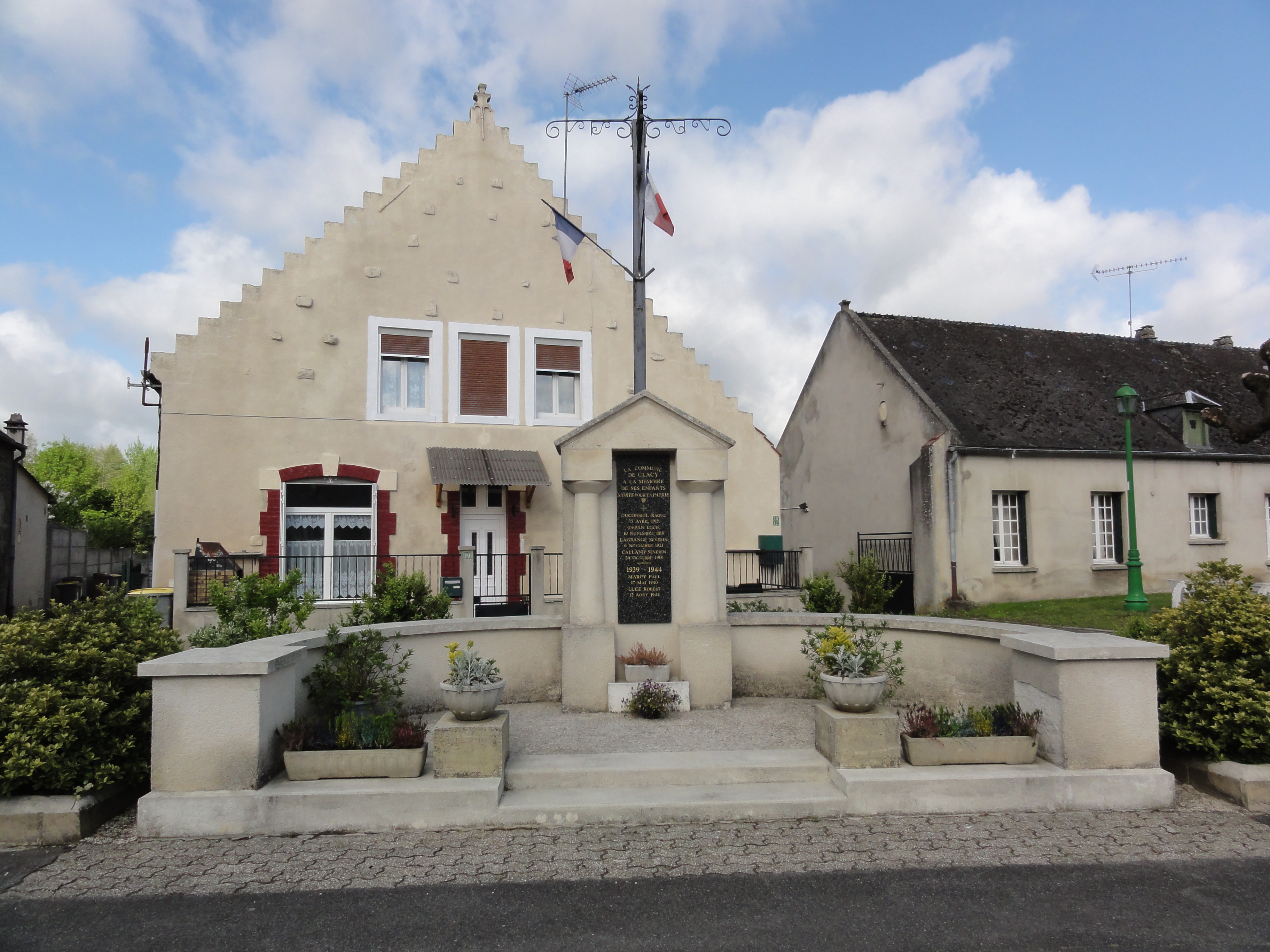
Monument aux morts.
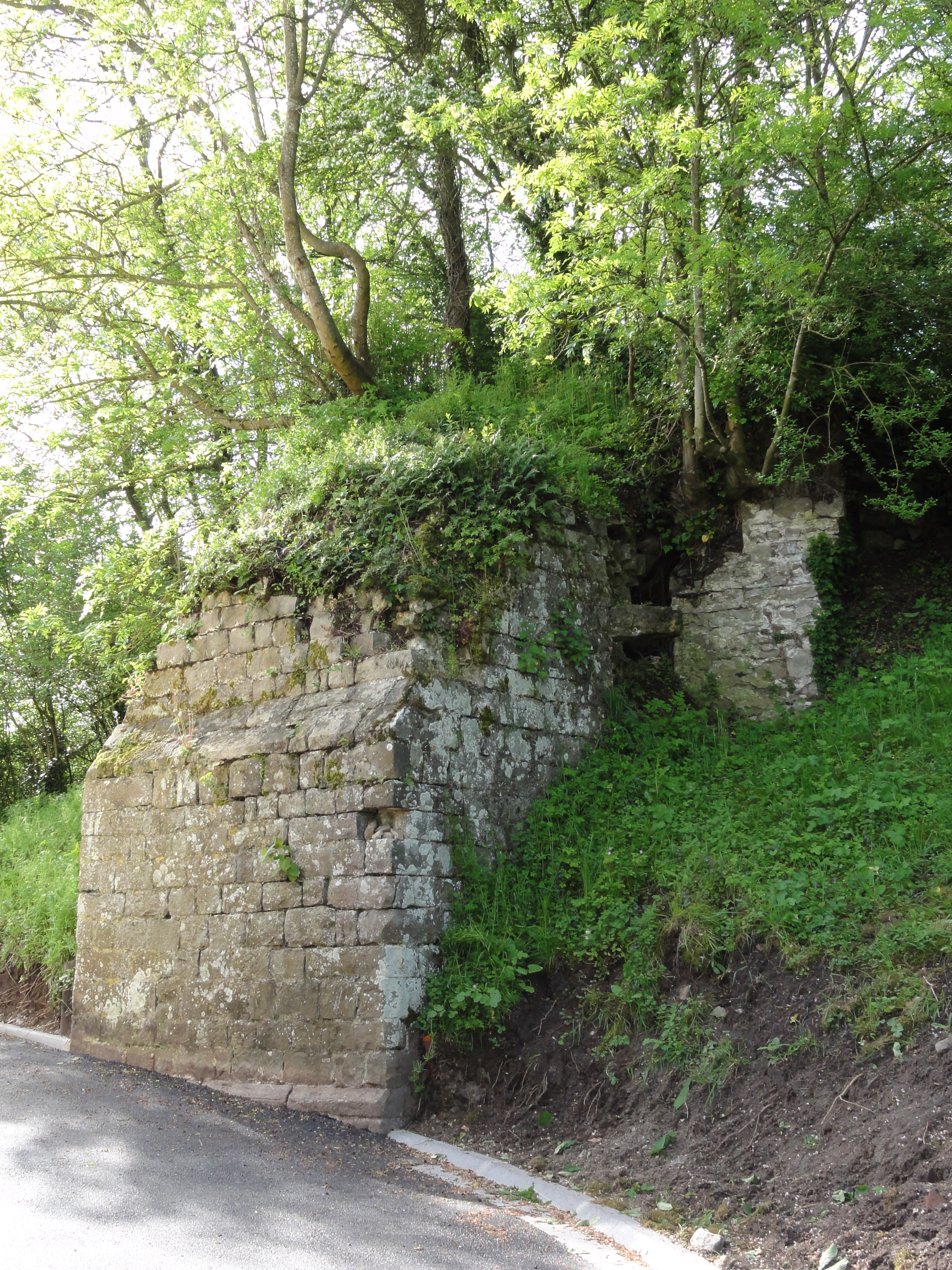
Motte féodale, l'ancienne tour.
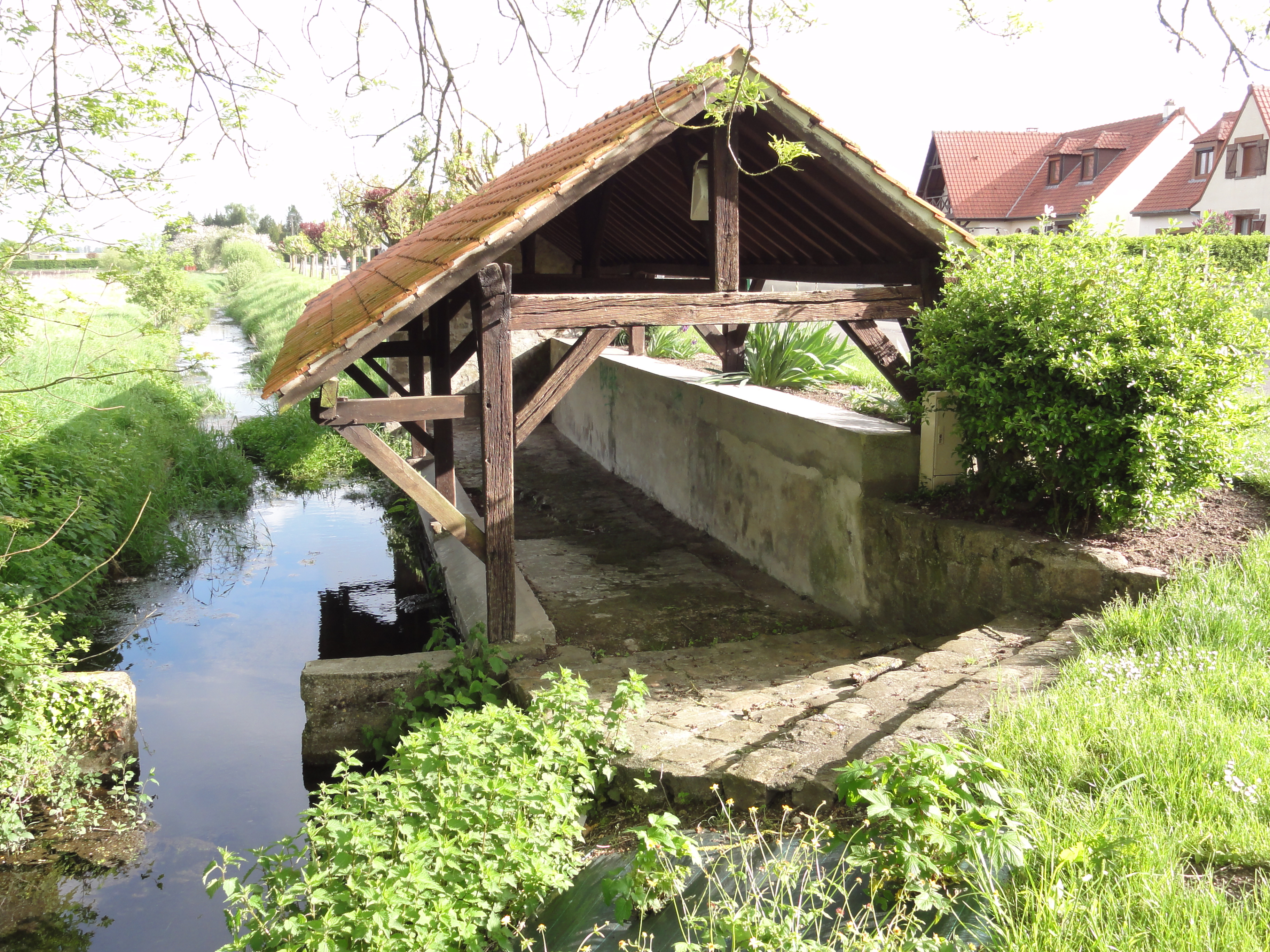
Lavoir.

### Personnalités liées à la commune
- Thierry Jadot, dirigeant d'entreprise, né dans la commune ;
- Yannick Jadot, député européen Europe Écologie, né dans la commune, frère du précédent.

### Héraldique
| Blason de Clacy-et-Thierret | Blason  | Écartelé : aux 1er et 4e losangés d'azur et d'argent, aux 2e et 3e d'argent au lion couronné de gueules. |
| Blason de Clacy-et-Thierret | Détails | Blason adopté par la municipalité.                                                                       |

## Pour approfondir